# Arnold Stang
Arnold Stang (n. 28 septembrie 1918, New York City, New York, SUA – d. 20 decembrie 2009, Massachusetts, SUA) a fost un actor de televiziune, de film și actor de voce american. A interpretat vocea Super motanului (Top Cat) între 1961-1990.

## Filmografie
Include toate lungmetrajele, dar exclude scurtmetrajele și filmele TV
- My Sister Eileen (1942) - Jimmy (nemenționat)
- Seven Days' Leave (1942) - Bitsy Slater
- They Got Me Covered (1943) - Drugstore Boy (nemenționat)
- Let's Go Steady (1945) - Chet Carson
- So This Is New York (1948) - Western Union Clerk
- Two Gals and a Guy (1951) - Bernard
- The Man with the Golden Arm (1955) - Sparrow
- Alakazam the Great (1960) - Lulipopo (voce în versiunea engleză)
- Dondi (1961) - Peewee
- 1962 Lumea minunată a fraților Grimm (The Wonderful World of the Brothers Grimm), regia Henry Levin și George Pal
- 1963 O lume nebună, nebună, nebună... (Stanley Kramer) - Ray, service station co-owner
- Second Fiddle to a Steel Guitar (1965) - Jubal A. Bristol
- Pinocchio in Outer Space (1965) - Nurtle the Turtle (voce)
- Skidoo (1968) - Harry
- Hello Down There (1969) - Jonah
- 1970 Hercule la New York (Hercules in New York), regia 	Arthur Allan Seidelman - Pretzie
- Marco Polo Junior Versus the Red Dragon (1972) - The Delicate Dinosaur (voce)
- Raggedy Ann & Andy: A Musical Adventure (1977) - Queasy (voce)
- I Go Pogo (1980) - Churchy LaFemme (voce)
- Ghost Dad (1990) - Mr. Cohen, elderly patient
- Dennis the Menace (1993) - Photographer